# Rainmeter
Rainmeterはオープンソースで開発されているWindowsのためのカスタマイズユーティリティである。GNU GPL v2のライセンスの下で配布されているフリーウェア。「スキン」と呼ばれる情報を表示するウィジェット、もしくはアプレットをユーザーが作成、表示させることができる。 ダウンロードしてすぐに使えるスキンのコレクションを「スイート」と呼ぶ。
Rainmeterには標準で、時計、RSSリーダー、システムモニター、天気ウィジェット、アプリケーションランチャー、オーディオプレイヤーのスキンが含まれている。

## 開発
Rainmeterプロジェクトは、2001年にRainlendarの開発者、Kimmo 'Rainy' Pekkolaによって始まった。

## 仕組み
Rainmeterのスキンは、Rainmeterコードを用いて書かれたINIファイル群である。 システムリソースの値や天気や時計などのそのほかの情報はカスタマイズ可能な"メーター"として保存される。

## 評価
CNETは5段階中4つ星の評価。レビュアーは、ソフトウェアの柔軟性、テーマの多様性、そして「熱狂的なコミュニティ」を評価したが、「直感的でない」と指摘している。
Softpediaは5段階中4つ星の評価。レビュアーは、包括的なチュートリアル、低いシステムリソース消費を評価したが、クロスプラットフォームサポートへの欠如を指摘している。

## 参照
1. ↑  “Setting Up - Rainmeter Docs” (英語). Rainmeter. 2018年2月23日閲覧。
2. ↑  Patrizio, Andy. “Why you need Rainmeter even in a business setting” (英語). Computerworld 2018年2月23日閲覧。
3. 1 2  “Rainmeter 3.1 review: Customize your desktop with” (英語). PCWorld 2018年2月23日閲覧。
4. ↑  Ravenscraft, Eric (2017年1月4日). “How to Create an Attractive, Customized Desktop HUD with Rainmeter” (英語). Lifehacker 2018年2月23日閲覧。
5. ↑  Lavish, T (2017年5月25日). “Rainmeter lets you customize your Windows desktop with widgets & skins” (英語). The Windows Club 2018年2月23日閲覧。
6. ↑  “Create your own Windows themes with Rainmeter 4.0” (英語). TechRadar 2018年2月23日閲覧。
7. ↑  “Rainmeter: An Open Community”. DeviantArt (2013年11月15日). 2018年2月25日閲覧。
8. ↑  “Creating Skins - Rainmeter Docs” (英語). Rainmeter. 2018年2月23日閲覧。
9. ↑  “Rainmeter”. Download.com. 2018年2月23日閲覧。
10. ↑  Opris, Elena (2014年1月30日). “Rainmeter 3 Review” (英語). Softpedia 2018年2月23日閲覧。